# Lotharius I

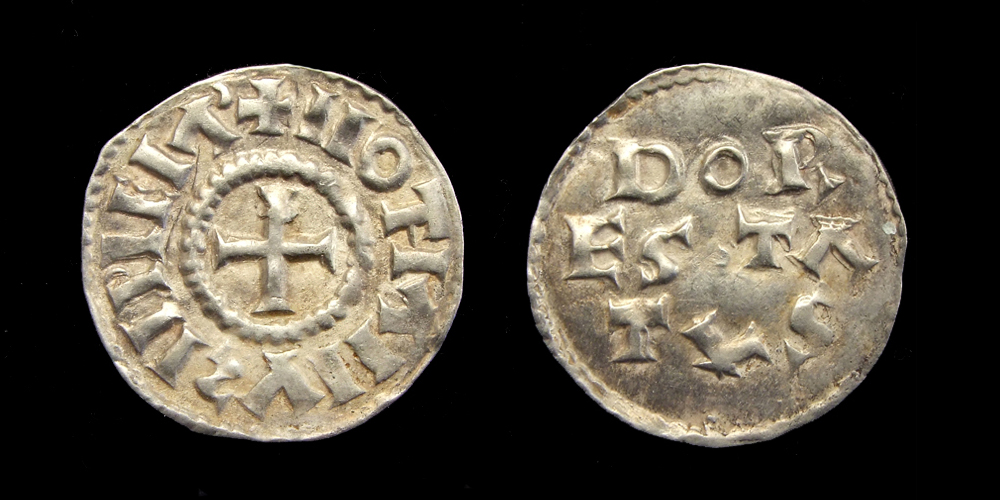
Karolingische denier van Lotharius I, geslagen in Dorestad ná 850 n.Chr.

Lotharius I (Aquitanië, 795 - Prüm, 29 september 855) was de oudste zoon van Lodewijk de Vrome en Ermengarde van Haspengouw, en Rooms-keizer van 817 tot 855. Tot 840 regeerde hij samen met zijn vader. Hij was koning van Italië van 818 tot 855 en koning van Midden-Francië van 840 tot 855. Hij probeerde om als keizer het oppergezag over het gehele Frankische Rijk te behouden maar moest na de dood van zijn vader uiteindelijk instemmen in een deling met zijn broers. De regio Lotharingen is naar hem genoemd.

## Bestuurder onder zijn vader
In 815 werd Lotharius benoemd tot gouverneur van Beieren. Bij de Ordinatio Imperii van 817 werd hij benoemd tot medekeizer van zijn vader en eerste erfgenaam. Onder het keizerlijk gezag werden zijn broers Pepijn en Lodewijk benoemd tot koningen van Aquitanië en Beieren. Hun neef Bernhard was al koning van Italië. Na de mislukte opstand van Bernhard in 818 werd Lotharius ook koning van Italië. Hij hervormde het bestuur in zijn koninkrijk en werd in 823 opnieuw gekroond door paus Paschalis I. In 824 verklaarde Lotharius dat hij als keizer boven de paus stond.

## Opstand en burgeroorlog
Na de dood van Ermengarde van Haspengouw, de moeder van Lotharius in 818, was Lodewijk de Vrome op aandrang van zijn hofhouding hertrouwd in 819 met Judith van Beieren. Op haar aandringen wees Lodewijk hun zoon Karel geboren in 823 in 829 ook een eigen gebied toe. Lotharius en zijn broers zagen hierin een inbreuk op de Ordinatio Imperii en zagen hierin bovendien een teken van de toenemende macht van Judith en haar gunstelingen in het hof. Opgestookt door hun ooms en neven die allemaal grieven hadden tegen hun vader Lodewijk en door een aantal ontevreden edelen, besloten ze om een greep naar de macht te doen:
- 831 Nadat Lodewijk de Duitser en Pepijn hun vader gevangen hebben genomen, trekt Lotharius met een groot leger naar het noorden en roept een rijksdag bijeen in Nijmegen. Maar Lodewijk de Vrome heeft Pepijn en Lodewijk de Duitser een groter deel in de erfenis beloofd en ook de lokale edelen zijn trouw aan Lodewijk de Vrome. Op de Rijksdag moeten de zoons hun vader weer als koning erkennen. Lotharius wordt begenadigd maar houdt alleen Italië over, en gaat daar in ballingschap.
- 832 Na conflicten met Lodewijk de Duitser en Pepijn, benoemt Lodewijk de Vrome Karel de Kale tot koning van Aquitanië en wijst de rest van het keizerrijk aan Lotharius toe.
- 833 Lotharius kiest voor een machtsgreep en marcheert naar het noorden. De legers van Lodewijk de Vrome aan de ene kant en de drie opstandige broers aan de andere kant, ontmoeten elkaar bij Colmar. Er wordt dagenlang onderhandeld maar ondertussen hebben de broers, met hulp van de paus, een deel van het leger van Lodewijk omgekocht of overgehaald om hun kant te kiezen. Lodewijk beveelt zijn resterende troepen niet meer te vechten en wordt gevangengenomen. Uit boosheid over het gedrag van Lotharius en de vernederingen die de broers Lodewijk de Vrome laten ondergaan, kiezen steeds meer edelen in Neustrië en Austrasië de kant van Lodewijk de Vrome. Lotharius wordt gedwongen om zich terug te trekken op Bourgondië.
- 834 Lotharius wil in onderhandelingen met zijn broers de situatie van de Ordinatio Imperii herstellen, waarbij hij als keizer dus boven zijn broers zal staan. Pepijn en Lodewijk zijn hier niet van gediend; zij willen de hun in 831 toegezegde koninkrijken behouden en als zelfstandige koningen regeren. Lotharius moet zich in Blois onderwerpen, Pepijn en Lodewijk verdrijven Lotharius naar Italië en maken hun vader weer keizer.
- 835 De belangrijkste partijgangers van Lotharius verliezen bij de synode van Diedenhoven hun functies of overlijden in Italië tijdens een epidemie.
- 838 Pepijn sterft
- 839 Lotharius kiest door bemiddeling van Judith nu de kant van Lodewijk de Vrome
- 840 Lotharius erkent Karel als koning van Aquitanië. Het keizerrijk wordt ruwweg verdeeld in een oostelijk deel (met Italië) voor Lotharius, en een westelijk deel voor Karel. Lodewijk de Duitser houdt alleen de macht in Beieren. Lodewijk de Vrome zendt op zijn sterfbed de keizerlijke tekenen van waardigheid aan Lotharius, die daarna het keizerschap over het hele rijk opeist.
- 841 Karel en Lodewijk sluiten een bondgenootschap tegen Lotharius (eed van Straatsburg). Lotharius verbindt zich met zijn neef Pepijn II van Aquitanië, die ondanks het koningschap van Karel de feitelijke machthebber in Aquitanië is. Op 25 juni worden Lotharius en Pepijn echter verslagen bij Fontenay in Bourgondië. Lotharius vlucht naar Aken en onderneemt van daaruit rooftochten maar moet ook Aken opgeven. Lotharius verbindt zich daarop met de Saksische boeren maar hun verzet wordt door Lodewijk en de Saksische adel onderdrukt. Uiteindelijk trekt Lotharius zich terug op Lyon. In dit jaar geeft hij Walcheren in leen aan de Vikingen om zo nieuwe bondgenoten te werven, dit leidt tot een langdurige aanwezigheid van de Vikingen in Friesland.
- 842 begin van onderhandelingen (door delegaties) bij Mâcon op een eiland in de Saône
- 843 vredesverdrag: het Verdrag van Verdun. Deze deling betekent het einde van het Frankische Rijk en legt de basis voor het ontstaan van Frankrijk, Duitsland en Italië. Ook de kortstondige hereniging onder Karel de Dikke kon deze ontwikkeling niet tegenhouden.

## Keizer van het Middenrijk

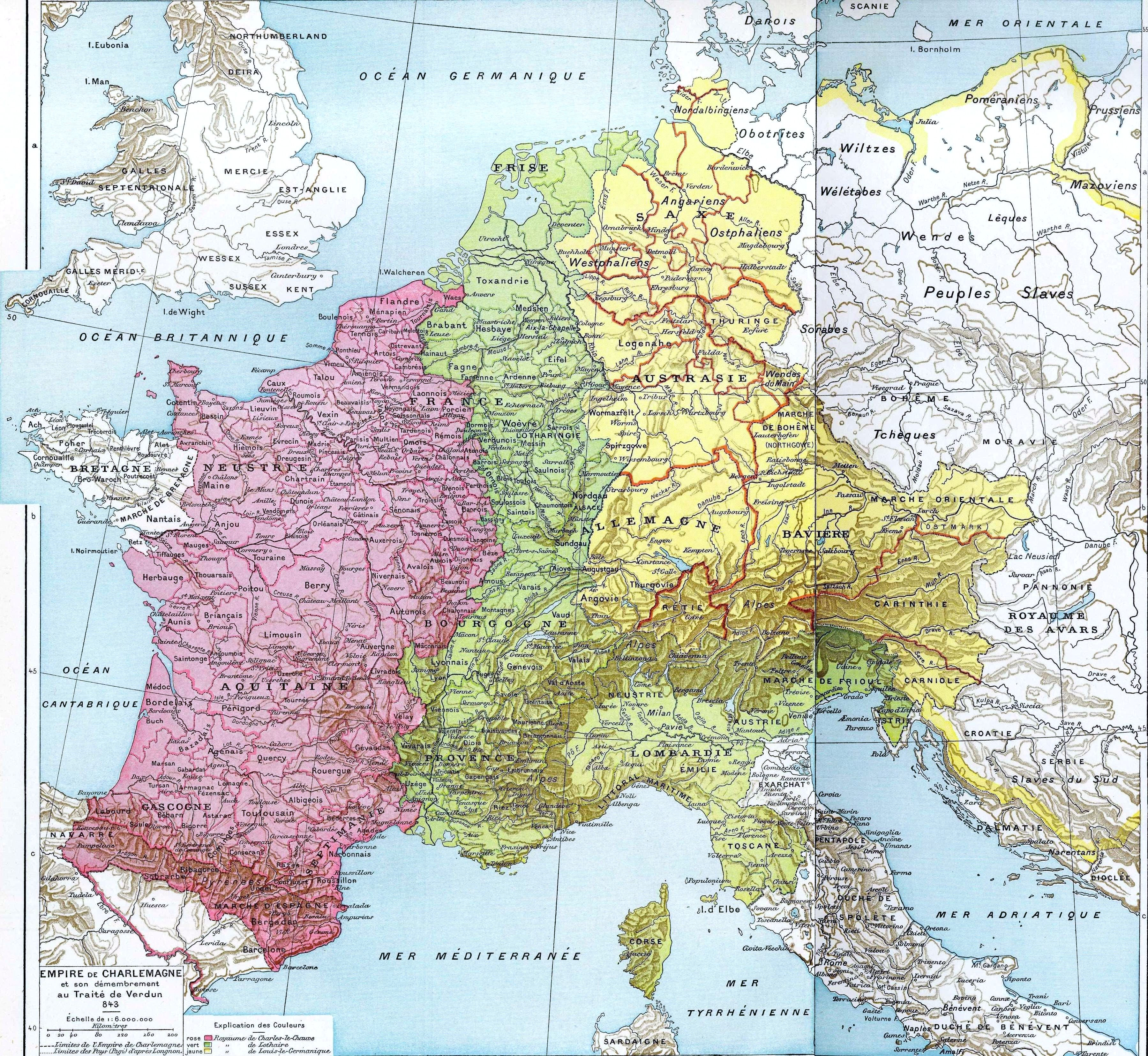
Verdeling van het Frankische Rijk bij het Verdrag van Verdun (843):
Karel de Kale (West-Francië)
Lotharius I (Midden-Francië)
Lodewijk de Duitser (Oost-Francië)

Bij het verdrag van Verdun heeft Lotharius zijn broers op bijna alle punten moeten toegeven. Maar aan de andere kant had hij nog wel de keizerstitel en alle gebieden die daarmee verband hadden zoals de hoofdstad Aken, de dalen van de Maas en de Moezel waar de bezittingen van zijn voorouders lagen, en Italië met de controle over de paus en de associatie met het oude Rome. In 844 benoemt hij zijn zoon Lodewijk tot koning van Italië en in 850 maakt hij hem medekeizer. In het noorden is hij gedwongen om meer gebieden aan de Vikingen in leen te geven. In 855 roept hij zijn zoons bij zich in de Abdij van Prüm en verdeelt zijn rijk onder hen:
- Lodewijk (825-875) krijgt Italië en de keizerskroon
- Lotharius II (835-869) krijgt het noordelijke deel van Bourgondië en de rest van het Middenrijk, dat later naar hem Lotharingen zal worden genoemd
- Karel (845-863) het grootste deel van Bourgondië en de Provence: de oorsprong van het koninkrijk Provence

Daarna wordt Lotharius monnik in de abdij en sterft 6 dagen later.

### Graf
Het graf van Lotharius is in 1860 ontdekt in de Abdij van Prüm. Prüm lag toen in het koninkrijk Pruisen en met financiële steun van koning Wilhelm I werd een nieuwe graftombe voor Lotharius gebouwd waarin hij nu nog begraven is.

## Huwelijk en kinderen
Lotharius was 15 november 821 in de palts van Thionville getrouwd met Irmgard (circa 800-851), de dochter van zijn trouwe medestander Hugo van Tours. Zij kregen de volgende kinderen:
- Lodewijk (825-875)
- Hiltrude (geb. ca. 826)
- onbekende dochter (mogelijk Ermengarde) (geb. ca. 830), geschaakt door Giselbert I van Maasgouw die in 846 met haar trouwde in Aquitanië
- Berta (ca. 830). Jong weduwe van een onbekende echtgenoot, daarna abdis van Avenay tot 852, mogelijk daarna abdis van Faremoutiers tot 877
- Gisela (ca. 830 - 860), 851 abdis van San Salvatore te Brescia
- Lotharius II (835-869)
- Rotrude, getrouwd met Lambert III van Nantes
- Karel van Provence (845-863)

Naast zijn huwelijk had hij ten minste een bijvrouw, Doda. Lotharius en Doda hadden een zoon Karloman (geb. 853). Na de dood van Irmgard weigerde Lotharius opnieuw te trouwen.

## Voorouders
| Voorouders van Lotharius I | Voorouders van Lotharius I                                        | Voorouders van Lotharius I                                        | Voorouders van Lotharius I                                        | Voorouders van Lotharius I                                        | Voorouders van Lotharius I                                        | Voorouders van Lotharius I                                        | Voorouders van Lotharius I                                        | Voorouders van Lotharius I                                        |
| -------------------------- | ----------------------------------------------------------------- | ----------------------------------------------------------------- | ----------------------------------------------------------------- | ----------------------------------------------------------------- | ----------------------------------------------------------------- | ----------------------------------------------------------------- | ----------------------------------------------------------------- | ----------------------------------------------------------------- |
| Overgrootouders            | Pepijn de Korte (714-768) ∞ Bertrada van Laon (725-783)           | Pepijn de Korte (714-768) ∞ Bertrada van Laon (725-783)           | Gerold van Vintzgouw (740-799) ∞ Imma (-)                         | Gerold van Vintzgouw (740-799) ∞ Imma (-)                         | ? (–) ∞ ? (-)                                                     | ? (–) ∞ ? (-)                                                     | ? (–) ∞ ? (-)                                                     | ? (–) ∞ ? (-)                                                     |
| Grootouders                | Karel de Grote (747-814) ∞ Hildegard (758-783)                    | Karel de Grote (747-814) ∞ Hildegard (758-783)                    | Karel de Grote (747-814) ∞ Hildegard (758-783)                    | Karel de Grote (747-814) ∞ Hildegard (758-783)                    | Ingram van de Haspengouw (744-) ∞ Rotrud (-)                      | Ingram van de Haspengouw (744-) ∞ Rotrud (-)                      | Ingram van de Haspengouw (744-) ∞ Rotrud (-)                      | Ingram van de Haspengouw (744-) ∞ Rotrud (-)                      |
| Ouders                     | Lodewijk de Vrome (778-840) ∞ Ermengarde van Haspengouw (778-818) | Lodewijk de Vrome (778-840) ∞ Ermengarde van Haspengouw (778-818) | Lodewijk de Vrome (778-840) ∞ Ermengarde van Haspengouw (778-818) | Lodewijk de Vrome (778-840) ∞ Ermengarde van Haspengouw (778-818) | Lodewijk de Vrome (778-840) ∞ Ermengarde van Haspengouw (778-818) | Lodewijk de Vrome (778-840) ∞ Ermengarde van Haspengouw (778-818) | Lodewijk de Vrome (778-840) ∞ Ermengarde van Haspengouw (778-818) | Lodewijk de Vrome (778-840) ∞ Ermengarde van Haspengouw (778-818) |
| Lotharius I (795-855)      |                                                                   |                                                                   |                                                                   |                                                                   |                                                                   |                                                                   |                                                                   |                                                                   |